# Schloss Burg (Basel-Landschaft)
Das Schloss Burg (auch: Burg Biederthal) befindet sich in der schweizerischen Gemeinde Burg im Leimental.

## Lage
Die Höhenburganlage befindet sich auf dem östlichen Sporn des Felsgrates Schönenberg oberhalb des Dorfes Burg und sein weitläufiger Gebäudekomplex dominiert das Dorf.

## Geschichte
Über die Anfänge der Burg herrscht Unklarheit. Die ältesten Teile der Anlage reichen auf die Mitte des 13. Jahrhunderts zurück und es ist anzunehmen, dass die Erwähnung einer Burg Biederthal im 12. Jahrhundert sich auf die Ruine Alt-Biederthal auf demselben Felsgrat bezieht. Als habsburgischer Besitz geht die Burg an einen Zweig des im hinteren Blauengebiet begüterten Hauses Ratolsdorf über. Unter den Herren von Biederthal aus dem Hause Ratolsdorf wird 1250 die Burg Biederthal, das heutige Schloss errichtet. Im Jahre 1269 erwirbt der Bischof von Basel das Schloss und verleiht es zuerst bis 1392 an die Herren von Biederthal weiter und danach werden die Herren von Wessenberg mit der Feste belehnt. Zwischen dem 16. und dem 18. Jahrhundert gestalteten die Wessenberg die mittelalterliche Burg zu einem neuzeitlichen Schloss um.
Das Schloss wurde 1810 an Private verkauft und ist auch heute noch in privatem Besitz und nicht öffentlich zugänglich.